# Јета е ре
Јета е ре (алб. Jeta e re = Нови живот) је најстарији књижевни часопис на албанском језику који је излазио у Југославији. Штампан је Приштини у издању „Рилиндје“. Први број се појавио јула 1949. године. Први главни уредник је био Есад Мекули(1949 - 1972), а потом Рахман Дедај (1973), Реџеп Ћосја (Rexhep Qosja) (1974 - 1975), Хасан Мекули (1976 - 1981) и од 1982. Али Јасићи (Ali D. Jasiqi). Часопис је објављивао у преводу и прилоге аутора из СФР Југославије. 
Часопис је излазио у двомесечним свескама.
Сем прилога писаца албанске националности, часопис је редовно објављивао и прилоге из југословенске и светске књижевности. Објављивани су и текстови из усмене књижевности, као и прилози из старије албанске и књижевности која се стварала у Албанији.У часопису је била редовна рубрика под називом "Усмена књижевност".
Сви бројеви часописа Јета е ре су илустровани радовима албанских уметника.
Прослави десетогодишњице часописа, 9. октобра, 1959. године, у Приштини присуствоваће: Милан Богдановић, Добрица Ћосић, Ели Финци, Александар Вучо, Скендер Куленовић, Ристо Тошовић, Душан Костић, Ћамил Сијарић, Слободан Марковић и други. За тридесету годишњицу, 1979. године, објавио је допуну библиографије, коју је штампао 1974. године, за двадесет пету годишњицу излажења. Педесету годишњицу обележио је четвртим бројем за 1999. годину.